# چنگاله

چَنگاله یا کی‌لیت،(به انگلیسی: Chelate شنیدن تلفظ) در علم شیمی و مهندسی پلیمر به ترکیبی ناجورحلقه که دارای حداقل یک کاتیون فلزی (در هَم‌تافت‌ها) یا یون هیدروژن است می‌گویند.
چنگاله لیگاند دو یا چند دندانه‌ای یعنی لیگاندی است که بیش از یک قسمت از آن با فلز تشکیل کمپلکس دهد.
از بهترین نمونه‌های لیگاند در شیمی آلی فلزی، لیگاند EDTA یعنی ethylene diamine tetra acetic acid را می‌توان نام برد. چنگاله در شیمی فرایند نیست بلکه به لیگاندی که بیش از یک جفت الکترون به فلز مرکزی کمپلکس بدهد گفته می‌شود.
کیلات‌ها موادی شیمیایی هستند که با برخی یونهای فلزی خاص مولکول‌های قابل حل و پیچیده تشکیل می‌دهند و باعث غیرفعال شدن این یونها در محلول می‌شوند و در نتیجه این یون‌ها دیگر قادر به تشکیل پیوند با سایر عنصرها یا یون‌ها برای ایجاد رسوب نمی‌باشند. کیلات‌ها انحلال پذیری رسوبات و برخی آلاینده‌های خاص دیگر را افزایش داده، وقتی که محلول تمیزکننده تمام می‌شود، لکه‌های رسوبی دیگری ایجاد نمی‌کنند و می‌توان از آنها برای تمیزکاری برخی سطوح و لکه‌هایی استفاده کرد که حتی اسیدهای معدنی به آن حمله نمی‌کنند. عامل‌های کیلات برای تمیزکاری سطوح فولاد زنگ نزن بسیار مفید هستند.
در واقع چنگاله فرایندی است که طی آن یک ترکیب شیمیایی با یک یون فلزی ترکیب شده و آن را به صورت محکم نگه می‌دارد. موادی که دارای چنین خاصیتی هستند در درمان مسمومیت با فلزات به کار می‌روند.
ماده‌ای که با اتصال به یون‌های فلزی ساختار حلقه‌ای پایدارتر تشکیل می‌دهد را چنگالنده (به انگلیسی: chelator) می‌گویند. چنگالنده با ترکیب شدن با سموم فلزات سنگین آنها را از جریان خون خارج می‌کند (با اتصال به یون‌های فلزی ساختار پایدار حلقه‌ای به وجود می‌آورد)بیشتر بخوانید
اثر افزایش پایداری همتافت چنگاله‌ای در مقایسه با همتافت تک‌دانهٔ مشابه را اثر چنگاله‌ای می‌گویند.

## کاربرد
امروزه چنگاله‌های مواد معدنی مانند روی، مس، منگنز، کبالت، آهن و کروم در تغذیه انسان و دام و طیور به کار می‌روند. این فرم از مواد جذب بالاتری داشته و از لحاظ زیست فراهمی در سطح بالاتری هستند. چنگاله‌ها در پزشکی نیز کاربرد دارند.